# Stefania (cràter)
Stefania és un cràter d'impacte en el planeta Venus de 11,7 km de diàmetre, un dels cràters més petits de Venus. Porta el nom d'un antropònim romanès, i el seu nom va ser aprovat per la Unió Astronòmica Internacional el 1985.
El davantal del material expulsat suggereix que el cos impactant va entrar en contacte amb la superfície des d'un angle oblic. Després d'una observació més propera, és possible delinear cràters secundaris, cicatrius d'impacte de blocs expulsats del cràter primari.
Una característica associada amb aquest i molts altres cràters de Venus és un halo fosc al radar. Atès que el retorn fosc al radar significa una superfície llisa, s'ha plantejat la hipòtesi que una ona de xoc intensa va eliminar o polvoritzar el material de superfície, anteriorment rugosa, o que es va dipositar un mantell de material fi durant o després de l'impacte.